# Háma
Háma is een personage uit de fictieve wereld Midden-aarde van J.R.R. Tolkien. Hij verschijnt in het boek De Twee Torens.
Háma is de poortwachter van Théoden, de koning van Rohan, die onder invloed verkeert van raadgever Gríma Slangtong, die in werkelijkheid een instrument is van tovenaar Saruman.
Wanneer Gandalf met Aragorn, Gimli en Legolas arriveert, negeert hij de orders van Gríma om alle wapens van de gasten af te nemen. Gandalf mag zijn staf behouden. Met deze staf verbreekt Gandalf vervolgens de betovering waaronder Théoden verkeerde.
Háma trekt mee ten strijde tegen het leger van Isengard in de Helmsdiepte. Tijdens de Slag van de Hoornburg sneuvelt hij. Na de overwinning van Rohan wordt Háma apart van de andere strijders begraven in de schaduw van de Hoornburg.